# Rubus uhdeanus
Rubus uhdeanus är en rosväxtart som beskrevs av Wilhelm Olbers Focke. Rubus uhdeanus ingår i släktet rubusar, och familjen rosväxter. Inga underarter finns listade i Catalogue of Life.